# Estación Punta de los Llanos
Punta de los Llanos era una estación de ferrocarril ubicada en la localidad homónima, Departamento General Ángel V. Peñaloza de la provincia de La Rioja, Argentina.

## Servicios
No presta servicios de pasajeros ni de cargas.
Sus vías e instalaciones corresponden al Ramal A del Ferrocarril General Belgrano, que opera la empresa estatal Trenes Argentinos Cargas.